# Norival Pereira da Silva
Norival Pereira da Silva (Rio de Janeiro, 5 de junho de 1917 – Nova Iguaçu, janeiro de 1988) foi um futebolista brasileiro que atuava como zagueiro.
Defendeu as camisas do Flamengo, Fluminense, America, Bonsucesso, Portuguesa-RJ e Jequié, além de ter disputado 20 jogos pela Seleção Brasileira, entre 1940 e 1946, e marcou um gol.

## Carreira
Norival começou sua carreira no Madureira. No Tricolor, estreou em campeonatos cariocas no ano de 1935, numa época em que o futebol carioca tinha duas ligas. O Madureira fazia parte da Federação Metropolitana de Desportos, pela qual também jogavam Vasco, Botafogo, Bangu, São Cristóvão, Olaria e Andaraí, e Norival já fazia parte do time principal. O campeonato da Liga Carioca de Futebol era disputado por Flamengo, Fluminense, America, Bonsucesso, Portuguesa e Jequié.
Norival permaneceu no Madureira até o ano de 1939.
Em 1940, foi contratado pelo Fluminense, que montara um verdadeiro esquadrão no final da década de 30 e conquistara o tricampeonato de 1936/37/38. A seqüência de títulos do tricolor foi interrompida pelo Flamengo em 1939, mas os dirigentes das Laranjeiras voltaram a reforçar o time em busca de novos títulos. Desta forma, o Fluminense foi bicampeão em 1940/41.
Foi contratado então pelo Flamengo, tendo feito sua estreia com a camisa rubro-negra em 5 de abril de 1942, numa goleada de 6 x 0 do Flamengo sobre o Canto do Rio, pelo Campeonato Carioca daquele ano. Foi reserva na conquista do tri-campeonato de 1942, 1943 e 1944, com a dupla de zaga titular formada por Domingos da Guia e Newton Canegal. Quando Domingos foi contratado pelo Corinthians, em 1944, quam ganhou a posição foi o mineiro Quirino, que chegou ao Flamengo junto a Norival, em 1942, oriundo do Atlético Mineiro. Norival só se tornou titular a partir de 1945. Jogou 140 partidas com a camisa rubro-negro, ficando na Gávea até junho de 1949, quando se transferiu para o Corinthians.
Encerrou sua carreira em 1951 pelo Junior de Barranquilla, da Colômbia.

## Conquistas
Fluminense
- Campeonato Carioca: 1940, 1941

Flamengo
- Campeonato Carioca: 1942, 1943, 1944

Seleção Brasileira
- Copa Roca: 1945